# Nhật ký Midori
Midori no Hibi (美鳥の日々, みどりのひび) là một light novel dành cho shōnen của tác giả Kazurou Inoue. Nó được xuất bản bởi Shogakukan trong tạp chí Shōnen Sunday từ tháng 9 năm 2002 đến tháng 10 năm 2004, sau đó tập hợp lại thành 8 tankōbon. Truyện được mua bản quyền và phát hành tại Việt Nam vào năm 2006 bởi nhà xuất bản Trẻ dưới tên Nhật ký Midori.
Chuyển thể  anime dài 13 tập được sản xuất bởi Studio Pierrot. Được phát sóng ở Nhật từ giữa tháng 4 và tháng 6 năm 2004 trên kênh  Animax.

## Câu chuyện
Seiji Sawamura là một học sinh  cá biệt ở trường, anh đánh nhau rất giỏi với cánh tay phải có sức mạnh khủng khiếp, vì vậy mọi người gọi anh là "Seiji Bàn Tay Quỷ". Nhưng cũng chính điều này lại khiến cho Seiji bị hầu hết bạn bè xa lánh, đặc biệt là những cô gái. Seiji Sawamura luôn mơ ước có một người bạn gái. Một lần về nhà sau khi  tỏ tình bị từ chối, bất ngờ trên "Bàn Tay Quỷ" của anh xuất hiện một người con gái, như là cánh tay của mình.
Đó là Midori Kasugano, một cô bé đã yêu thầm Seiji từ rất lâu, do nguyện vọng được gần bên anh nên điều kỳ diệu đã xảy ra. Hai người bắt đầu chung sống vui vẻ với nhau với nhiều chuyện vui buồn. Seiji Sawamura luôn tìm cách cho Midori trở về với cơ thể thật của mình.
Những ngày tháng sống cùng Seiji, Midori đã viết một quyển  nhật ký, kể về từng khoảnh khắc trong cuộc sống của mình. Đó chính là quyển nhật ký sau này kết nối họ lại với nhau, khi Midori trở về với cơ thể thật và tưởng như đã mất Seiji.

## Nhân vật

### Nhân vật chính
Seiji Sawamura (沢村 正治)
Lồng tiếng bởi Kisho Taniyama và Chiwa Saitō (trẻ) (nhật), Aaron Drew (Anh) Đàm Vĩnh Hưng (Việt)
Seiji Sawamura ở trường là một học sinh cá biệt và nổi tiếng về đánh nhau. Anh được đặt biệt danh là "Mad Dog" (nghĩa là chó điên). Anh chưa từng thua ai, một mình Seiji có thể đánh bại nhiều người. Seiji từ lâu vẫn mong ước có một người bạn gái bình thường, nhưng nhiều lần tỏ tình của anh đều thất bại. Seiji sống một mình trong ngôi nhà, có bà chị cổ quái lâu lâu mới về thăm nhà.
Nhân vật trong câu chuyện
Seiji lớn lên trong một gia đình thường đi công tác nước ngoài, và do đó chủ yếu lớn lên với chị gái như người thân duy nhất của anh ấy. Anh lúc nhỏ luôn là một đứa trẻ rất tốt bụng và dễ bị bắt nạt. Mỗi lần bị bắt nạt, Seiji không bao giờ tức giận hay khóc lóc mà luôn nở một nụ cười thánh thiện. Chị gái của anh, Rin Sawamura, thường là người bảo vệ anh khỏi những kẻ bắt nạt. Cô ấy có khả năng đánh bại bất cứ ai và trở thành người bảo vệ cho Seiji. Cô cũng là người hành hạ anh nhiều nhất, thích hành hạ và trêu chọc em trai của mình (điều này cuối cùng khiến anh sợ nước do bị chị gái dìm đầu trong bồn tắm khi còn nhỏ). Cuối cùng Rin đã tự biến mình trở thành giáo viên thể chất của Seiji, buộc anh từ nhỏ phải rèn luyện rất khắc nghiệt về thể chất và tinh thần. Cuối cùng anh ta đã thách thức đánh nhau với một nhóm những kẻ hay bắt nạt anh. Seiji đã thua trong cuộc chạm trán, nhưng Rin nhận xét đây là trận đấu đáng kinh ngạc vì anh ấy không bao giờ bỏ cuộc mặc dù 1 chọi 5.
Seiji lớn lên sử dụng sức mạnh thể chất của mình để đánh gục bất cứ ai. Mặc dù có hình dáng mảnh mai nhưng anh ấy sở hữu một sức mạnh khó ai địch lại. Càng lớn, sức mạnh của Seiji càng tăng lên đáng sợ và được cho là bất khả chiến bại. Anh ta có thể một tay chống lại toàn bộ băng nhóm của kẻ thù và hạ gục hầu hết, nếu không phải là tất cả trong số họ chỉ bằng một đòn duy nhất mà không có vũ khí. Điều này cuối cùng đã đưa anh ta trở thành bạn tốt cũng như người anh tốt với Osamu Miyahara. Osamu sử dụng Seiji như một vũ khí chống lại những người đe dọa mình, và không bao giờ mất niềm tin vào người anh của mình. Miyahara nhận xét rằng điều đáng kinh ngạc nhất ở Seiji là anh ấy chỉ đối đầu với kẻ xấu, không bao giờ làm hại kẻ yếu hay người vô tội. Miyahara thấy điều đó thật khó tin, và điều đó khiến Midori Kasugano càng thích Seiji.
Tuy nhiên, sức mạnh của Seiji đã khiến anh ta cô lập mình trong trường lớp. Kết quả là, anh ấy đã độc thân suốt 17 năm và chỉ có thể làm bạn với con trai. Seiji muốn có bạn gái đến mức anh ấy ra sức tỏ tình. Điều này đã dẫn đến kỉ lục 20 lần bị từ chối của Seiji cho đến khi Midori xuất hiện trên cánh tay của anh ấy.
Tính cách:
Tính cách ban đầu của Seiji là một kẻ vũ phu lạnh lùng, thô lỗ và côn đồ. Anh ta dường như không có bất kỳ dấu hiệu nào về việc quan tâm đến những người khác, và dường như mong muốn và đòi hỏi đánh nhau. Một ngày, anh ấy tỉnh dậy và thấy Midori trên tay áo của mình. Ban đầu, Midori bị đối xử khá tệ, Seiji quấn cô ấy toàn bộ bằng băng bó, tuy nhiên Seiji nhanh chóng nhận ra điều này là đáng trách, và bắt đầu đối xử với Midori với sự tôn trọng hơn. Anh ta cũng trở nên hết sức bảo vệ cô, tức giận đấm gục Shuichi vì cố gắng để cô mặc bikini và mắng một diễn viên muốn mua cô. Điều này cuối cùng chuyển thành tình yêu giữa hai người.
Seiji dường như không thích làm việc gì quan trọng và thực sự thích giao lưu với mọi người. Những cảnh liên quan đến anh ấy đi chơi với Ayase, hoặc những người khác cho thấy Seiji là người thoải mái, vui vẻ. Tuy nhiên, anh ấy đã tự cô lập mình bởi vì thích bạo lực.
Seiji sở hữu một bộ sưu tập "tạp chí người lớn" khá phong phú nhưng Midori đã dẹp bỏ trong vài chương mâng đầu tiên và thể hiện sự thích thú đối với tài liệu dành cho người lớn, cả phim và báo. Tuy nhiên, sau khi Midori xuất hiện, anh ấy dường như đã mất đi tự do vì Midori không cho phép anh ta xem tài liệu người lớn.
Seiji rất đãng trí và hay quên. Anh ấy nói mình không được ai để ý nhưng thật ra có rất nhiều cô gái muốn tiếp cận anh ấy như Takako Ayase, Lucy Winladd hay Shiori Tsukishima. Seiji rất ngây thơ và ngốc nghếch nên không nhận ra ý định của các cô gái ấy..
Seiji cũng rất vị tha, sẵn sàng hy sinh sự an toàn của bản thân để bảo vệ người khác. Anh ta sẵn sàng ra đòn trong một tập phim để bảo vệ người khác khỏi bị thương và bỏ dở bất cứ điều gì anh ta đang làm để cứu những người khác đang gặp nguy hiểm. Anh ta thậm chí còn cứu Ayase ở phần đầu của bộ truyện khỏi bị một nhóm côn đồ bắt đi mặc dù cô ấy đã phạt anh ta ngay trước lớp học vào đầu ngày hôm đó. Điều này, cùng với sự kiện Seiji sẵn sàng chịu bị đánh để bảo vệ đàn em Miyahara, đã khiến Ayase phải lòng anh ngay từ đầu.
Seiji thực sự có cái tôi khá lớn, và đôi khi đã nhận những nhiệm vụ mà anh ấy không thể làm, hoặc thử những thứ mà nó là một ý tưởng tồi.  Trên tất cả, Seiji được thể hiện là người thực sự quan tâm đến những người khác. Nó cho thấy rằng anh ấy thực sự quan tâm đến những người trong cuộc sống của mình và sẵn sàng vượt lên trên để hỗ trợ họ trong bất kỳ khó khăn nào họ đang gặp phải. Những người không hiểu anh ta sẽ cho rằng anh là một tên du côn, nhưng anh ấy là một người có trái tim nhân hậu, là mẫu người "ngoài lạnh trong nóng". Vì Midori, Seiji đã từ bỏ bạo lực và trở nên dịu dàng, quan tâm đến những người xung quanh.
Midori Kasugano (春日野 美鳥)
Lồng tiếng bởi Mai Nakahara (Nhật), Kether Fernandez (Anh) Hồ Ngọc Hà (Việt)
Một cô bé 16 tuổi sống trong một gia đình thượng lưu, đã yêu thầm Seiji từ lâu (khoảng 3 năm), luôn đợi Seiji ở ga tàu điện mỗi ngày, và thổn thức mỗi khi anh đi ngang, dù rất yêu Seiji nhưng Midori rất lặng lẽ, không dám tỏ tình với anh. Trong câu chuyện, Midori luôn là nhân vật nổi bật. Cô nàng bé nhỏ trên cánh tay phải của Sejii ấy, mang một tình yêu hết sức trong sáng và thánh thiện. Bên cạnh đó, gương mặt xinh xắn, ngộ nghĩnh, đôi mắt long lanh và những bộ váy xòe hết sức dễ thương, Midori nhỏ bé đủ sức chinh phục trái tim ai đó ngay phút đầu tiên ngắm nhìn. Midori có cơ thể thật bị hôn mê và mẹ cô cố gắng làm mọi cách để đưa cô trở lại. Cô thường thức dậy trong cơ thể thật của mình một vài lần, sau đó lại thiếp đi. Trong suốt bộ truyện, Midori hay thể hiện sự ghen tuông của mình với các nhân vật nữ khác, nhưng theo thời gian, cô bắt đầu cảm thấy yêu mến họ.
Nhân vật trong câu chuyện:
Midori sinh ra trong một gia đình danh giá giàu có. Cô ấy sống trong một biệt thự rất lớn với nhiều thành viên. Cha cô ấy dường như thường xuyên đi công tác nước ngoài, và mẹ cô ấy ở nhà để chăm sóc cho cô. Midori luôn bày tỏ sự quan tâm đến công việc nội trợ, điều này đã dẫn đến việc nhiều người giúp việc đã dạy cô ấy cách nấu ăn, dọn dẹp và nhiều việc khác. Mẹ của cô cũng rất yêu quý những người giúp việc, coi họ là người thân trong gia đình.
Midori đã có một người bạn thanh mai trúc mã là Kouta Shingyoji và cả hai đã tính rằng một khi lớn lên họ sẽ kết hôn, mặc dù điều đó cuối cùng đã tan vỡ khi cả hai bắt đầu nhận ra rằng họ không còn tình cảm nào dành cho nhau ngoài quan hệ bạn bè. Cô cũng kết bạn với một học sinh khác tên là Beniko Iwasaki, người mà cô thần tượng vì là một người rất dũng cảm, sẵn sàng kết bạn và tiến tới trò chuyện.
Midori đã gặp Seiji vào một thời điểm nào đó không xác định, và phát hiện ra rằng Seiji không bao giờ bắt nạt kẻ yếu hoặc những kẻ không có khả năng tự vệ. Điều này đã khiến cô ấy thấy Seiji là một người có trái tim nhân hậu bên trong vẻ ngoài cứng rắn của anh ấy, là một người "ngoài lạnh trong nóng". Khi cô ấy được gửi đến trường trung học, cô ấy đã học ở một trường danh giá hơn ngôi trường mà Seiji đã học. Điều này làm cô thất vọng vô cùng vì Midori muốn học chung trường với Seiji.
Cuối cùng Midori liên tục đứng ở những địa điểm mà cô ấy chắc chắn sẽ nhìn thấy Seiji mỗi ngày, với hy vọng sẽ có một ngày cô có thể tỏ tình với Seiji. Tuy nhiên điều này không thành công. Không có can đảm để làm điều đó, cô bắt đầu cảm thấy ngày càng bị cô lập và không thể chịu đựng được sự bất lực của mình để nói ra cảm xúc của mình với người khác.Tại một thời điểm nào đó, điều này khiến cô ấy bất tỉnh và thức dậy trên cánh tay của Seiji - người mình thầm yêu - trong khi cơ thể thật của mình vẫn đang ngủ li bì ở nhà.
Midori và Seiji đã cùng nhau trải qua những vui buồn với biết bao nhiêu kỉ niệm bên nhau. Sau khi có được tình cảm của Seiji, Midori đã quyết định trở về cơ thể thật của mình. Những ngày tháng ở bên Seiji là những ngày tháng trong mơ, cô muốn trở về để có thể đối diện với sự thật, không trốn tránh quá khứ và khát khao trở nên mạnh mẽ hơn để xứng đáng là người yêu của Seiji. Mặc dù đã biết rằng khi trở về, Midori sẽ quên hết những kí ức mà cô và Seiji đã có với nhau nhưng Midori vẫn chấp nhận. Đó là một cuộc chia tay đầy cảm động. Những ngày tháng sống cùng với Seiji, Midori đã viết một cuốn nhật kí về những khoảnh khắc trong cuộc sống. Đó là kỉ vật cuối cùng Midori để lại và cũng là vật còn lại duy nhất gợi nhắc Seiji về những năm tháng tốt đẹp sống cùng Midori.
Sau này Midori và Seiji vẫn đến được bên nhau và sống một cuộc sống mới, hướng đến tương lai. Từ đó manga cũng kết thúc.
Tính cách:
Midori là một thiếu nữ rất nhút nhát, có một thời gian cực kỳ khó nói chuyện với người khác, và cũng tỏ ra rất mong manh về mặt tình cảm. Nhìn chung, cô ấy tự nhận mình là một kẻ hèn nhát. Cô ấy dường như có rất nhiều vấn đề về sự tự tin và có khả năng mắc chứng lo âu xã hội (nhưng không phải SAD). Khi trở thành cánh tay phải của Seiji, cô ấy đã nhiều lần bày tỏ rằng mình cảm thấy mình giống như một gánh nặng đối với anh. Không có tay phải, Seiji phải tự rèn luyện cách sử dụng tay trái của mình, và Midori đặc biệt cảm thấy tội lỗi vì điều này. Cô ấy xin lỗi Seiji trong nhiều dịp khác nhau, mặc dù anh ấy thường nói với cô ấy rằng đừng lo lắng về điều đó.
Không rõ bằng cách nào Midori xuất hiện trên tay Seiji, nhưng cô ấy tỏ ra cực kỳ thích thú. Cô ấy thích đi chơi với Seiji và nói rằng cô ấy yêu anh ấy mọi lúc. Ngay cả khi nó có vẻ đang trở nên bất tiện, cô ấy vẫn tiếp tục, chủ yếu là vì cô ấy biết Seiji rất thích điều đó. Cô ấy cũng thích nấu ăn, dọn dẹp và giúp đỡ Seiji. Hầu hết mọi hoạt động cô ấy làm cô ấy đều thích vì cô ấy làm cùng với Seiji. Midori muốn làm mọi thứ cho Seiji.
Midori cũng dễ ghen tị và không thích nhìn Seiji thân mật với các cô gái khác. Mặc dù cô ấy không giận anh ta hay nói ra lời, nhưng điều đó cho khán giả thấy rất rõ ràng rằng cô ấy rất ghen tị với Ayase, và ghen tị với những cô gái khác mà Seiji tiếp xúc (vì cô ấy cảm thấy mình kém cỏi). Seiji ít chú ý đến Midori rất có thể là do cô ấy chỉ là cánh tay phải của anh. Sự ghen tị và cơn thịnh nộ của Midori có thể mang lại cho cô sức mạnh phi thường, vượt xa khả năng bình thường của Seiji, và có thể ném những vật lớn hoặc phá vỡ những thứ vượt xa bất cứ thứ gì mà Seiji (một con người có kích thước đầy đủ) có thể làm được.
Midori rất ngây thơ và rất ít tiếp xúc với nội dung người lớn. Kết quả của việc này (và có thể là sự nuôi dạy của mẹ đối với cô ấy), cô ấy xóa tất cả bộ sưu tập dành cho người lớn của Seiji khỏi phòng của anh ấy và ngăn anh ấy xem những tài liệu đó. Cô hét lên một tiếng khá kinh hoàng trong một cảnh khi khăn tắm của Seiji rơi ra sau khi ngâm mình trong bồn tắm. Cô ấy tỏ ra bối rối và thường tránh hoàn toàn mọi cuộc thảo luận về vấn đề này. Cô ấy cũng tỏ ra bối rối khi Seiji nhìn thấy cơ thể của mình, và thực sự bắt anh ấy nhắm mắt trong khi mình mặc quần áo. Trong anime, cô ấy đã mơ thấy mình và Seiji hoán đổi vai trò cho nhau (Seiji là cánh tay phải của Midori), lúc đó cô ấy cũng hoảng sợ khi mặc quần áo và hét lên khi nhìn thấy phần thân trên khỏa thân của Seiji (mặc dù mọi thứ bên dưới thắt lưng của anh ấy chỉ là cánh tay của cô ấy).
Midori cũng được thể hiện là một cô gái trẻ trung và thích mặc quần áo búp bê khi cả hai đến thăm ngôi nhà búp bê, may những cụm từ dễ thương lên quần áo của cô ấy như "I Love Seiji" hay "Yêu Seiji mãi mãi" và xem những bộ phim và chương trình dễ thương. Cô ấy có vẻ yêu thích sự lãng mạn, và thường mơ tưởng về việc cô ấy được sống cùng với Seiji. Cô cũng rất thích các món tráng miệng, nhưng cũng ăn rất điều độ vì không muốn tăng cân.
Nhìn chung, Midori là một nhân vật khá dễ thương. Tình yêu của cô ấy đã cảm hóa được Seiji giúp anh ấy dịu dàng hơn với mọi người và không còn bạo lực.

### Các nhân vật khác
Rin Sawamura (村, Sawamura Rin)
Lồng tiếng bởi: Atsuko Yuya (Nhật Bản), Mikako Takahashi (Nhật Bản, trẻ em)
Chị gái bạo lực của Seiji.  Cô là cựu lãnh đạo của một băng đảng đường phố hùng mạnh, và sở thích yêu thích của cô là uống rượu, bắt nạt Seiji và lấy tiền trợ cấp của anh ta.  Cô là người dạy anh chiến đấu khi anh còn nhỏ.  Cuối phiên bản truyện tranh, Rin rời Nam Mỹ để tham gia cùng bạn trai.  Rin bảo vệ em trai mình như bất kỳ anh chị lớn nào, nhưng cô thích làm cho anh ta quằn quại trong bối rối và đau đớn (Bằng cách nói rằng người duy nhất có thể kết hôn anh ta là chính mình).  Đầu bộ truyện, cô biết về Midori đầu tiên và dễ dàng kết bạn với hình dạng thu nhỏ của Midori, Rin chỉ cho Midori cách trang điểm và kể những câu chuyện về thời thơ ấu của Seiji.  Xuyên suốt bộ truyện, Rin được nhìn thấy không chỉ cãi lộn với Seiji, mà còn khoe Midori với mọi người xung quanh một cách thường xuyên.  Rin cũng yêu bạn trai của mình nhưng điều đó ít hơn so với ở nơi công cộng.
Kouta Shingyoji (行 寺, Shingyōji Kōta)
Lồng tiếng bởi: Rie Kugimiya (tiếng Nhật);  Sebastian Arcelus (tiếng Anh; lồng tiếng cho tác phẩm Anime) [2]
Một người bạn thời thơ ấu của Midori và cũng là bạn học năm nhất tại trường trung học Ogurabashi.  Anh ta luôn yêu Midori, nhưng trong suốt bộ truyện anh ta đã phát triển "tình cảm" với Seiji khiến Midori thu nhỏ vô cùng lo lắng.  Vì thiết kế nhân vật của anh ta được thể hiện như một "cậu bé dễ thương", Kouta có xu hướng là mục tiêu của những kẻ bắt nạt giống như Seiji bắt nạt, và sự hấp dẫn của anh ta đối với Seiji là kết quả của một vài cuộc giải cứu của Seiji.  Anh ta cũng đã thu hút sự chú ý của một nhóm nữ do Miku Nekobe lãnh đạo, người chỉ thích nhìn thấy Kouta dễ thương trong bộ váy.  Cuối cùng anh cũng biết về Midori thu nhỏ và trở thành một trong những người bạn thân nhất của Seiji.  Tình cảm của anh dành cho Seiji rõ ràng hơn nhiều trong truyện tranh.  Anh ta thậm chí đã cố gắng tách Midori và Seiji bằng cách đóng giả là một cô gái dễ thương (mà Seiji bị thu hút), tin rằng làm như vậy sẽ khiến Midori trở về với con người cũ của mình.  Khi Seiji phát hiện ra điều này, anh thực sự tức giận, hét lên với Kouta để "để họ yên";  Anh đã khóc sau đó.  Tuy nhiên, sau khi Midori hoàn toàn tỉnh dậy sau cơn hôn mê, anh ta đã nhắc nhở cô để cô đến Seiji và họ thổ lộ tình yêu của họ dành cho nhau.  Trong tương lai, tác giả mong muốn Kouta kết thúc cuộc sống ở New York và để lại tất cả các mối quan hệ của mình ở Nhật Bản.  Anh ta gặp một Miyahara ít nói và uống cà phê, nhưng anh ta sẽ không ở lại lâu.
Osamu Miyahara (宮 原 オ, Miyahara Osamu)
Lồng tiếng bởi: Hirofumi Nojima (tiếng Nhật);  Sean Elias-Reyes (tiếng Anh; lồng tiếng cho tác phẩm Anime) [2]
Một học sinh nhỏ hơn ở trường Seiji và kōhai (hoặc học sinh lớp dưới) của Seiji.  Anh ta thần tượng Seiji vì kỹ năng chiến đấu của mình và là người gần gũi nhất như một người bạn mà Seiji có trước Midori.  Tuy nhiên, Miyahara dường như không thể tránh khỏi rắc rối, liên tục bị bắt bởi các băng đảng đối thủ và cuối cùng được Seiji cứu.  Miyahara rất hài hước và không hề lo lắng về những gì người khác nghĩ về anh ta.  Anh ấy trông đợi Seiji như một người bạn và thần tượng tốt nhất.  Tuy nhiên, đằng sau lưng của Seiji, anh ta nói về Seiji rất kém (không phải vì cố ý mà chỉ vì sự thật là nó như thế).  Trong manga, Miyahara có một cuộc hẹn hò và bắt đầu nói xấu về Seiji (lúc đó đang ở trong bụi rậm).  Cũng giống như Seiji, anh ta rất bị ám ảnh bởi một diễn viên tên là Show Aikawa.  Trong manga, anh ta yêu Lucy Winladd và thường kêu trợ giúp của Seiji trong việc hẹn hò với cô.
Shuichi Takamizawa (高見 沢 修, Takamizawa Shūichi)
Lồng tiếng bởi: Yuji Ueda (tiếng Nhật);  Joshua Popenoe (tiếng Anh; lồng tiếng cho tác phẩm Anime) [2] Lê Mộng Hoàng (tiếng Việt) 
Một người bạn cùng lớp của Sawamura và là một otaku mê những con búp bê.  Anh ta luôn mang theo một con búp bê của một nhân vật hoạt hình giả tưởng tên là Ultra-Marin, và dường như có một nỗi ám ảnh kinh hoàng với nhân vật này (thậm chí phải lòng một cô gái vì sự giống nhau của cô ta với con búp bê anh yêu quý, nhưng lại mất hứng thú khi cô ta tỏ ra khó tính (Ultra- Martin thì hồn nhiên hơn).  Anh ta cũng giỏi làm quần áo cho búp bê, anh có một một tủ quần áo búp bê to cho Midori thu nhỏ khi anh ta tìm ra bí mật của Seiji.  Anh ấy cũng giỏi làm búp bê, và gần cuối truyện, được tiết lộ rằng Takamizawa sẽ quyết tâm trở thành một nhà sản xuất búp bê chuyên nghiệp, lấy cảm hứng từ Midori.  Trong một thời gian, anh ám ảnh về việc nhìn thấy "con rối tay" của Seiji (Midori), và khi cuối cùng anh biết được bí mật của Midori, anh không thể ngừng nghĩ về cô, ngay cả với một diễn viên bằng nhựa sống (theo nghĩa đen) mà anh đã sử dụng để tạo ra một phiên bản búp bê  cô ấy.  Takamizawa thường không biết khi nào nên dừng lại với nỗi ám ảnh của mình và sẽ thử một số điều kỳ cục nhất để vui chơi với Midori (chẳng hạn như tạo một trang về Midori mà khi Seiji và Midori tìm hiểu, Midori hoảng hốt khi cô tìm thấy  một hình ảnh của cô ấy trong một bộ đồ tắm trên trang web).
Shiori Tsukishima (月 島, Tsukishima Shiori)
Lồng tiếng bởi: Yukari Tamura (Nhật Bản);  Michelle O'Medlin (tiếng Anh; Anime Works dub) [2]
Một người hàng xóm 10 tuổi của Seiji cũng phải lòng anh.  Cô cố gắng nhiều cách để thu hút sự chú ý của anh, thậm chí hỏi Rin kiểu phụ nữ mà Seiji thích, nhưng anh không bao giờ coi trọng sự tiến bộ của cô, vẫn coi cô như một đứa trẻ.  Giống như hầu hết các nhân vật trong bộ truyện này, Shiori rất bị ám ảnh bởi Seiji, nhưng vì tuổi tác của cô, Seiji không coi trọng cô.  Điều này được thể hiện trong chương / tập mà Rin giúp Shiori bằng cách mặc cho cô ấy một vài bộ trang phục gợi cảm khác nhau (theo Rin) chỉ dùng để chọc tức Seiji.  Gần đầu bộ truyện, Shiori nói rằng mẹ thật của cô đã chết.  Shiori gặp rắc rối với mẹ nuôi và khi mẹ cô tìm thấy cô sau khi đi khắp thành phố, Shiori nói với mẹ nuôi của cô rằng là tất cả những gì cô muốn "là sống một mình với bố!".  Cô kết thúc bằng câu nói "Tôi chỉ có một người mẹ và đó không phải là cô!"  Mẹ kế của cô tát cô và khóc vì thái độ của Shiori.  Cô cũng tìm thấy một mối quan tâm tình yêu khác với bạn cùng lớp Toyama sau khi anh cứu cô thoát nạn khi cô trượt xuống kênh thoát nước.
Haruka Kasugano (野, Kasugano Haruka)
Lồng tiếng bởi: Sayaka Ohara (tiếng Nhật);  Rachel Lillis (tiếng Anh; lồng tiếng cho tác phẩm Anime) [2]
Mẹ của Midori, người vô cùng lo lắng cho cô.  Haruka sẵn sàng làm bất cứ điều gì để chữa trị cho con gái Midori về căn bệnh của mình.  Bà ấy rất buồn về tình trạng hôn mê của Midori và cố gắng nhiều lần để làm cô ấy tỉnh lại.  Vì các loại thuốc hiện đại không thể đánh thức cô dậy, cô đã kêu gọi nhiều người từ thiện của nhiều tín ngưỡng và văn hóa khác nhau trên toàn cầu để đưa con gái trở lại.  Một pháp sư Lakotan, người từ thiện duy nhất nhận thức được tình trạng khó khăn của Midori nói rằng linh hồn của Midori từ chối trở lại, và sau đó cầu khẩn Midori trở lại cơ thể của mình (trong bản chuyển thể anime, nghi thức đã thành công trong khi trong truyện tranh điều đó p chỉ hoạt động tạm thời vì Midori chưa sẵn sàng rời Seiji).  Chồng cô được nhắc đến nhiều lần, nhưng không bao giờ xuất hiện.  Gia đình Kasugano rất giàu có, sống trong một ngôi nhà lớn với vô số người hầu.